# 卡爾·維爾塔寧
卡爾·艾爾瓦·維爾塔寧（英語：Carl Alvar Wirtanen）是一位美國天文學家、彗星和小行星發現者，曾在利克天文台工作。他擁有芬蘭血統。

## 生平
維爾塔寧出生於威斯康辛州基諾沙 。12 歲時，他與小提琴老師一起參觀了基諾沙天文台。維爾塔寧於1941年加入利克天文台。第二次世界大戰結束後，他返回利克天文台，直到1978年退休為止。
維爾塔寧發現了週期彗星維爾塔寧彗星（46P/Wirtanen）以及八顆小行星，其中包括阿波羅小行星29075，它可能在2880年撞擊地球。另外兩顆阿波羅小行星：小行星1685托羅和小行星1863安提諾斯。 以Shane-Wirtanen巡天為基礎，他於1954年出版Shane Wirtanen星表，對星系進行統計。
小行星2044是他於1950年在利克天文台發現的，並於1981年1月1日以他的名字命名（M.P.C. 5688）。這個名字是由他的同事阿諾德·克萊莫拉（Arnold Klemola）提出的。
1990年，維爾塔寧因長期患病在加州聖塔克魯茲去世。

## 發現
| 小行星1600  | October 22, 1947  |
| 小行星1685  | July 17, 1948     |
| 小行星1747  | July 14, 1947     |
| 小行星1863  | March 7, 1948     |
| 小行星1951  | July 26, 1949     |
| 小行星2044  | November 8, 1950  |
| 小行星6107  | January 14, 1948  |
| 小行星29075 | February 22, 1950 |